# Markus Grießler
Markus Grießler (* 2. Januar 1972 in Graz, Steiermark) ist ein österreichischer Politiker (ÖVP). Er war ab der Landtags- und Gemeinderatswahl 2020 bis zum 10. Juni 2025 Mitglied des Wiener Landtags und Gemeinderats.

## Beteiligungen
Markus Grießler ist alleiniger Gesellschafter der Neue Messe Holding GmbH, deren Geschäftsführer er auch ist. Daneben ist er Geschäftsführer der Austrian Exhibition Experts GmbH. Pg7 ist eine weitere Gesellschaft, in der Markus Grießler Gesellschafter und Geschäftsführer ist.

## Kritik
Vor der Wahl 2020 zum Wiener Gemeinderat und Landtag gab es Zweifel, dass Markus Grießler wirklich in Wien wohnt. Er besitzt ein großes Anwesen in Klosterneuburg. Bei Abfragen beim herold.at wurde auch seine Klosterneuburger Adresse angegeben, nicht die in Wien.